# Slotter Up Core 7: Street Fighter II
Slotter Up Core 7: Street Fighter II est un jeu vidéo de type machine à sous édité par Dorasu en juin 2005 sur PlayStation 2.
Il s'agit du 7e opus de la série Slotter Up Core, série de jeux de société vidéoludique connue exclusivement au Japon, et traite du jeu vidéo/anime Street Fighter II.